# مقاطعة نيكوليت (مينيسوتا)
مقاطعة نيكوليت (بالإنجليزية: Nicollet County)‏ هي إحدى مقاطعات ولاية مينيسوتا في الولايات المتحدة الأمريكية.